# Брюс, Виктор, 9-й граф Элгин
Виктор Александр Брюс, 9-й граф Элгин, 13-й граф Кинкардин, KG, PC (англ. Victor Alexander Bruce; 16 мая 1849, Монреаль — 18 января 1917, Данфермлин) — британский государственный деятель. Член палаты лордов от Либеральной партии, первый комиссар общественных работ (1886), вице-король Индии (1894—1899), Министр колоний Великобритании (1905—1908).

## Биография

### Ранние годы
Виктор Александр Брюс был старшим сыном Джеймса Брюса, 8-го графа Элгина, и леди Мари-Луизы Брюс (ур. Ламбтон). Виктор родился 16 мая 1849 года в Монкландсе — предместье Монреаля, где его отец в это время выполнял обязанности губернатора Объединённой провинции Канады. По возвращении в Шотландию мальчик был отдан сначала в Тринити-колледж (Гленалмонд), а позже в Итон. Во время учёбы в Итоне Виктор потерял отца, скончавшегося в Индии, куда он был направлен в качестве вице-короля, и в 16 лет получил титулы графа Элгина и графа Кинкардина. По окончании колледжа молодой лорд поступил в Баллиол-колледж Оксфордского университета и в 1873 году окончил его по специальности Literae humainores (классическая филология). Позже, в 1877 году, он получил также вторую степень.
В течение двух десятилетий после окончания Оксфорда лорд Брюс занимался внутренними делами своего региона — Файфшира — и Шотландии в целом. Особое внимание в своей деятельности он уделял развитию системы образования. Занимая посты директора Северо-Британской железной дороги и Королевского банка Шотландии, он в 1881 году возглавил также Либеральную ассоциацию Шотландии, поддерживая праволиберальную линию в британской политике, лидером которой был премьер-министр Гладстон. В 1886 году Брюс стал членом недолговечного либерального кабинета, вначале как казначей двора, а затем как первый комиссар общественных работ.

### Вице-король Индии
Уже в 1892 году, после возвращения либералов к власти, Брюсу был предложен пост вице-короля Индии. В это время в индийских колониях назревал кризис, и предыдущий кандидат на этот пост, сэр Генри Норман, от этого предложения отказался. Брюса, опасавшегося, что его способностей будет недостаточно для такой должности, также удалось убедить не сразу, и он в итоге дал согласие только в 1893 году, а к исполнению обязанностей приступил ещё годом позже.
Уже первые шаги Брюса в качестве вице-короля вызвали нарекания: ему не удалось противостоять протекционистской политике метрополии, из-за которой ввозимый из Индии хлопок облагался дополнительным налогом в интересах ланкаширских хлопководов. В дальнейшем ему пришлось иметь дело с постоянной напряжённостью на индийских границах, внутренним беспокойством, тяжёлым экономическим кризисом, апогеем которого стал большой голод 1896 года, а также со вспышкой бубонной чумы в Бомбее, распространившейся затем в другие регионы. По мере своих сил Брюс пытался решать эти вопросы, но его нерешительность и мягкий характер не позволили ему проявить себя как администратору: как пишет в «Национальном биографическом словаре» 1927 года Ф. Б. Браун, он поставил свои действия в слишком большую зависимость от Уайтхолла и свёл к минимуу принятие самостоятельных решений. В целом сочувствуя идеям Индийского национального конгресса, Брюс придерживался точки зрения, согласно которой Индия не созрела для самоуправления, и противодействовал шагам в этом направлении. В одном случае он вступил, однако, в конфликт с либеральным правительством в Лондоне, отменив решение об эвакуации британских войск из Читрала. Это решение было поддержано новым консервативно-юнионистским правительством в 1895 году и впоследствии сыграло важную роль в обеспечении спокойствия на северо-западных границах. Хорошо проявил себя Брюс и в транспортном вопросе: при нём в Индии было проложено 3000 миль железных дорог и утверждена прокладка ещё такого же количества. Его действия по борьбе с катастрофическим голодом 1896 года были разумными и эффективными и были отмечены одним из его предшественников на посту вице-короля Индии, лордом Дафферином, как одно из главных достижений британских колониальных властей в Индии. Преемник Брюса на этом посту, Джордж Керзон, также отзывался положительно о достижениях Брюса в приватной переписке, хотя публично и подчёркивал своё большее соответствие этой роли.
Виктор Брюс вернулся в Англию в 1899 году. По возвращении он был произведён в кавалеры ордена Подвязки.

### Дальнейшая политическая карьера
По возвращении из Индии лорд Брюс возглавлял одну за другой три правительственных комиссии. Первая изучала вопрос загрязнения британских рек, приведшего к снижению улова лосося; деятельность комиссии стала одним из первых в истории исследований в области экологии. Вторая комиссия Брюса изучала проблемы, возникшие при подготовке к войне в Южной Африке. Выводы этой комиссии, представленные в июле 1903 года привели в дальнейшем к формированию добровольческой Территориальной армии. В центре внимания третьей комиссии, возглавляемой Брюсом, оказался конфликт между пресвитерианскими церквями Шотландии. По окончании деятельности этой комиссии он возглавил Фонд Карнеги по развитию шотландских университетов — пост, который он занимал до самой смерти.
В 1905 году Брюс получил пост государственного секретаря по делам колоний в либеральном правительстве Кэмпбелла-Баннермана. Его заместителем был назначен молодой и энергичный Уинстон Черчилль. Несмотря на личную симпатию старшего и младшего политиков, о которой пишет личный секретарь Черчилля Эдвард Марш, их взгляды расходились достаточно резко, поскольку Черчилль представлял молодое радикальное крыло партии, противостоявшее осторожной политике, проводимой Брюсом. Основной задачей министерства по делам колоний в эти годы была ликвидация последствий бурской войны, и одним из важнейших шагов в этом направлении стало предоставление Трансваалю в 1906 году практически полной автономии, за которым последовал год спустя аналогичный шаг по отношению к Оранжевой республике. В то же время Брюс решительно противодействовал поползновениям бурских политиков в сторону аннексии Свазиленда. Ещё одним ключевым решением министра было пресечение практики телесных наказаний китайских рабочих на золотых приисках Витватерсранда. В других африканских колониях Брюс предпринимал шаги по обузданию отечественных милитаристов и предпринимал усилия по развитию местных экономик (в частности, выращиванию хлопка в Уганде и Нигерии и прокладке железных дорог). В 1907 году, когда в британской политике столкнулись сторонники идей федеративной империи и менее жёстко структурированного Содружества (концепция, которая в это время была относительно новой), Брюс выступил на стороне последних.
Вне пределов своих прямых обязанностей лорд Брюс мало проявлял себя в большой политике, отмалчиваясь на заседаниях кабинета и отказываясь выступать с речами в парламенте в поддержку законов, которые не затрагивали работы его ведомства. В парламенте Черчилль, блестящий оратор, легко затмевал своего начальника. В итоге в новом либеральном правительстве, сформированном Асквитом в 1908 году, Брюсу места не нашлось, и он, отказавшись от титула маркиза, вернулся в Шотландию, где провёл остаток своих дней в местной политике и заботе о собственном имении. Он скончался 18 января 1917 года в Данфермлине и был похоронен в файфском городке Лаймкилнс.

## Семья
9 ноября 1876 года Виктор Брюс женился на леди Констанс Карнеги (17 ноября 1851 — 24 сентября 1909), дочери лорда Саутэска (1827—1905). От этого брака у него родились 11 детей — 6 сыновей (включая будущего наследника, Эдварда Джеймса Брюса) и пять дочерей. Девять из их детей пережили своих родителей. Констанс, которую частые роды превратили в инвалида, скончалась в 1909 году. Дети от первого брака:
- леди Элизабет Мэри Брюс (11 сентября 1877 — 13 мая 1944)
- леди Кристиан Августа Брюс (25 января 1879 — 12 сентября 1940)
- леди Констанс Вероника Брюс (24 февраля 1880 — 7 июля 1969)
- Эдвард Джеймс Брюс, 14-й граф Кинкардин (8 июня 1881 — 27 ноября 1968)
- Роберт Брюс (18 ноября 1882 — 31 октября 1959)
- Александр Брюс (29 июля 1884 — октябрь 1917)
- леди Марджори Брюс (12 декабря 1885 — 23 мая 1901)
- Дэвид Брюс (11 июня 1888 — 26 августа 1964)
- леди Рэйчел Кэтрин Брюс (23 февраля 1890 — 17 декабря 1964)
- Джон Бернард Брюс (9 апреля 1892 — 3 августа 1971)
- Виктор Александр Брюс (13 февраля 1897 — 19 декабря 1930)

19 ноября 1913 года лорд Брюс женился вторично — на Гертруде-Лилиан Огилви (ум. 13 февраля 1971), дочери Уильяма Шербрука (1844—1914) и вдове капитана Королевских ВМФ Фредерика Чарльза Эшли Огилви (1866—1909), которая от этого брака родила посмертного сына:
- Бернард Брюс (12 июня 1917 — 17 июня 1983).

Гертруда-Лилиан пережила мужа больше чем на полвека, в 1923 году вышла замуж за подполковника Джона Александра Стирлинга и скончалась только в 1971 году.